# If You Leave
If You Leave är en låt av den brittiska gruppen Orchestral Manoeuvres in the Dark från 1986. Den skrevs till soundtracket till filmen Pretty in Pink och blev gruppens största hit i USA där den nådde 4:e plats på Billboard Hot 100 i maj 1986. I hemlandet blev den en mindre framgång med 48:e plats på brittiska singellistan.
Låten har av en kritiker på Allmusic beskrivits som en höjdpunkt i gruppens musikaliska utveckling.

## Utgåvor
7" Virgin VS 843 (Storbritannien)
1. "If You Leave" – 4:30
2. "88 Seconds in Greensboro" – 4:20

7" A&M / AM 8669 (USA)
1. "If You Leave" – 4:24
2. "Secret" – 3:57

12" Virgin / VS 843-12 (Storbritannien)
1. "If You Leave" (extended version) – 5:59
2. "88 Seconds in Greensboro" – 4:20
3. "Locomotion" (live version) – 3:50

12" A&M / SP-12176 (USA)
1. "If You Leave" (extended version) – 5:59
2. "La Femme Accident" (extended version) – 5:36